# Ogbaru
Ogbaru est une zone de gouvernement local de l'État d'Anambra au Nigeria.

## Personnalités associées
- Chika Oduah (1986-), journaliste nigerio-américaine.

## Source
- (en) Cet article est partiellement ou en totalité issu de l’article de Wikipédia en anglais intitulé « Ogbaru » (voir la liste des auteurs).